# Lasiomma restoratum
Lasiomma restoratum är en tvåvingeart som först beskrevs av Huckett 1946.  Lasiomma restoratum ingår i släktet Lasiomma och familjen blomsterflugor. Inga underarter finns listade i Catalogue of Life.